# El Banco (ort i Colombia, Magdalena, lat 9,00, long -73,98)
El Banco är en ort i Colombia.   Den ligger i departementet Magdalena, i den norra delen av landet, 500 km norr om huvudstaden Bogotá. El Banco ligger 34 meter över havet och antalet invånare är 54 522. Den ligger vid sjön Ciénaga de Palomeque.
Terrängen runt El Banco är platt. Runt El Banco är det ganska tätbefolkat, med 65 invånare per kvadratkilometer. El Banco är det största samhället i trakten. Trakten runt El Banco består huvudsakligen av våtmarker.